# Mary Ellen Wilson

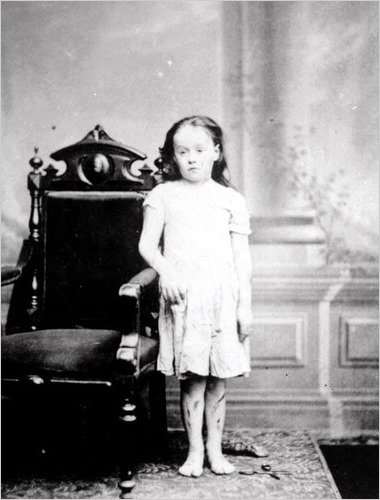
Mary Ellen McCormack em 1874.

Mary Ellen Wilson (1864–1956) também chamada de Mary Ellen McCormack foi uma americana cujo caso de abuso infantil levou à criação da New York Society for the Prevention of Cruelty to Children.  Quando era uma criança de oito anos de idade, foi severamente abusada por seus pais adotivos, Francis e Mary Connolly.

## Biografia
Mary Ellen era filha de Francis e Thomas Wilson e nasceu em Hell’s Kitchen na Cidade de Nova Iorque. Após a morte de Thomas, Francis tinha que ter um trabalho e não era mais capaz de ficar em casa para criar sua filha bebê. Ela entregou a filha a uma mulher chamada Mary Score, uma prática comum à época. Quando a situação financeira de Francis Wilson piorou, ela começou a perder suas datas de visitação com sua filha e já não era capaz de fazer os pagamentos de creche a Score. Score trouxe Mary Ellen, agora com quase dois anos, para o New York City Department of Charities.
O Departamento colocou Mary Ellen sob os cuidados de Mary Connolly e Thomas McCormack. De acordo com o testemunho no tribunal de Mary Connolly, Thomas McCormack, o primeiro marido de Mary Connolly, alegou ser o pai biológico de Mary Ellen Wilson. O Departamento de Caridades da Cidade de Nova Iorque colocou Mary Ellen aos cuidados dos McCormacks ilegalmente, sem os documentos ou recibos adequados serem apresentados. Thomas McCormack assinou um acordo de "escritura" aos cuidados do Departamento de Caridades pela recuperação de Mary Ellen, mas não explicou o seu relacionamento ou o de sua esposa com a criança para com o Comissário de Caridade e Correção. Os McCormacks eram obrigados a apresentar a condição da criança anualmente ao Departamento, mas, de acordo com depoimento no tribunal de Mary Connolly, isso só ocorreu uma ou duas vezes durante a estadia de Mary Ellen.

## Investigação sobre os abusos
Pouco depois de Mary Ellen ficar aos cuidados dos McCormacks, Thomas McCormack morreu. Mary McCormack casou com Francis Connolly, mudando-se junto com Mary Ellen para um apartamento na West 41st Street. Foi neste endereço que os vizinhos primeiro ficaram cientes dos maus-tratos à jovem Mary Ellen. Quando os Connollys se mudaram para um novo endereço, um dos vizinhos em questão no seu apartamento da rua 41 pediu auxílio a Etta Angell Wheeler, uma missionária metodista que trabalhou na área de atuação onde estava a criança para solucionar a situação. Wheeler, sob o pretexto de pedir a ajuda da Sra. Connolly para cuidar de novos vizinhos de Connolly, doentes crônicos e precisando de cuidados, Mary Smitt, ganhou acesso ao apartamento dos Connollys para ver o estado de Mary Ellen por si mesma. Quando a Sra. Wheeler viu evidências de espancamento, desnutrição e negligência das condições de Mary Ellen, começou a pesquisar opções legais para corrigir e proteger a jovem. Depois de encontrar as autoridades locais relutantes em agir de acordo com as leis de crueldade contra crianças na época em vigor, Wheeler virou-se para um defensor local de proteção humana de animais, o fundador da American Society for the Prevention of Cruelty to Animals, Henry Bergh. Com a ajuda dos testemunhos dos vizinhos, Wheeler e Bergh removeram com sucesso Mary Ellen da casa dos Connollys e levou Mary Connolly a julgamento. 

## Suprema Corte do Estado de Nova Iorque
Elbridge Thomas Gerry da American Society for the Prevention of Cruelty to Animals levou o caso à Suprema Corte do Estado de Nova Iorque em 1874. Alegou, naquele momento, "que se os animais se encontravam legalmente protegidos, e Mary Ellen, como humana, pertencia ao reino animal, deveria também ser-lhe garantida proteção". No momento do julgamento Mary tinha 10 anos de idade.
As crueldades deliberadas e as privações infligidas a Mary Ellen Wilson por seus pais adotivos incluíam o seguinte:
- espancamentos regulares e severos
- insuficiência alimentar
- ser forçada a dormir no chão
- não ter roupas quentes para usar no frio
- deixada com frequência sozinha dentro de uma sala trancada, escura
- proibição de ir ao ar livre, exceto durante a noite em seu próprio quintal

A criança testemunhou na corte sobre os abusos que ela sofreu, e depois – em 10 de abril de 1874 – disse:

Meu pai e minha mãe estão mortos. Eu não sei quantos anos eu tenho. Eu não tenho nenhuma lembrança de um tempo em que eu não morava com os Connollys. Mamma tinha o hábito de dar chicotadas e bater-me quase todos os dias. Ela costumava me bater com um chicote, um couro torcido. O chicote sempre deixou uma marca preta e azul no meu corpo. Tenho agora as marcas pretas e azuis na minha cabeça que foram feitas por mamma, e também um corte no lado esquerdo da minha testa que foi feita por uma tesoura. Ela me bateu com a tesoura e cortou-me, não tenho lembrança de ter sido beijada por qualquer um, nunca fui beijada pela mamma. Eu nunca fui tomada no colo de mamãe e ela nunca me acariciou ou me mimou. Eu nunca me atrevi a falar com alguém, porque eu não gostaria de ser chicoteada. Eu não sei por que eu era chicoteada - "mamma" nunca me disse nada quando ela me chicoteava. Eu não quero voltar a viver com mamãe, porque ela me bate assim. Não me lembro nunca de estar na rua durante a minha vida.

A Sra. Connolly foi condenada à prisão por um ano. Neste ano a New York Society for the Prevention of Cruelty to Children foi fundada, a primeira organização do gênero.

## Velhice e morte
Após a condenação de Mary Connolly, Mary Ellen foi inicialmente colocada em um lar juvenil, antes de Etta Wheeler e seus parentes obterem sucesso na sua custódia.
Em 1888, aos 24 anos, Mary Ellen casou-se com Louis Schutt. Eles tiveram dois filhos juntos. Schutt teve três filhos em seu casamento anterior, e mais tarde adotaram uma menina órfã. Mary Ellen morreu em 1956, aos 92 anos.

## Outras leituras
- Out of the Darkness: The Story of Mary Ellen Wilson, 1999, Dolphin Moon Publishing Authors: Eric A. Shelman & Stephen Lazoritz, M.D.
- The Mary Ellen Wilson Child Abuse Case and the Beginning of Children's Rights in 19th Century America, 2005, McFarland & Company, Authors: Eric A. Shelman & Stephen Lazoritz, M.D.